# 高圧ガス販売主任者
高圧ガス販売主任者（こうあつがすはんばいしゅにんしゃ）は、高圧ガスの販売事業主より販売事業所ごとに選任を受けている者である。経済産業省令で指定する23品目いずれかの高圧ガスを販売する場合、高圧ガス保安法に基づく高圧ガス製造保安責任者免状（一部の区分に限る）または高圧ガス販売主任者免状を受け、かつ6か月以上の製造保安または販売の実務に従事した者の中から選ばなければならないとされている。
高圧ガス製造保安責任者免状については高圧ガス製造保安責任者のページに詳述があるので、ここでは高圧ガス販売主任者免状とその取得方法、高圧ガス販売主任者に選任された者の権限並びに責務を中心に述べる。

## 区分
高圧ガス販売主任者免状には、第一種と第二種の2区分がある。
- 第一種 - 特殊高圧ガス（アルシン、ジシラン、ジボラン、セレン化水素、ホスフィン、モノゲルマン、モノシラン）はじめ指定する種類の高圧ガス（他にアセチレン、アンモニア、塩素、クロルメチル、五フッ化ヒ素、五フッ化リン、酸素、三フッ化窒素、三フッ化ホウ素、三フッ化リン、シアン化水素、四フッ化硫黄、四フッ化ケイ素、水素、メタン）の販売主任者に選任される事ができる。
- 第二種 - 液化石油ガスの販売主任者に選任される事ができる。

| 保有資格        | 保有資格                                | 高圧ガス                                                                  | 高圧ガス | 高圧ガス       | 高圧ガス   |
| 保有資格        | 保有資格                                | 第一種ガス                                                                | 第二種ガス | 第二種ガス     | 第二種ガス |
| --------------- | --------------------------------------- | ------------------------------------------------------------------------- | --- | -------------- | ---------- |
| 保有資格        | 保有資格                                | 希ガス6品目、 空気、窒素、 二酸化炭素、 フルオロカーボン (可燃性の物除く) | 特殊高圧ガス7品目、 アンモニア、 塩素、酸素、 水素、メタン、 アセチレン、 クロルメチル、 シアン化水素、 フッ化ガス7品目 | 液化 石油 ガス | その他     |
| 販売 主任者     | 第一種                                  | 選任不要                                                                  | ○ | ×              | 選任不要   |
| 販売 主任者     | 第二種                                  | 選任不要                                                                  | × | ○              | 選任不要   |
| 製造保安 責任者 | 甲種化学、乙種化学、 甲種機械、乙種機械 | 選任不要                                                                  | ○ | △              | 選任不要   |
| 製造保安 責任者 | 丙種化学（液石）                        | 選任不要                                                                  | × | △              | 選任不要   |
| 製造保安 責任者 | 上記以外の区分                          | 選任不要                                                                  | × | ×              | 選任不要   |

このように、第一種と第二種の間には上下関係はない。
また、事業所が販売するガスの種類によって、選任できる有資格者の実務経験が必要なガス種類も異なる。
| 販売所       | 販売所                       | 高圧ガスの実務経験 | 高圧ガスの実務経験 | 高圧ガスの実務経験 | 高圧ガスの実務経験 | 高圧ガスの実務経験                                                                             | 高圧ガスの実務経験                             |
| ------------ | ---------------------------- | ------------------ | ------------------ | ------------------ | --- | ---------------------------------------------------------------------------------------------- | ---------------------------------------------- |
| 販売所       | 販売所                       | 酸素               | 液化 石油 ガス     | 特殊高圧 ガス7品目 | アンモニア、 一酸化炭素、 酸化エチレン、 クロルメチル、 シアン化水素、 石炭ガス、 トリメチルアミン、 モノメチルアミン、 硫化水素 | アセチレン、 水素、メタン、 油ガス、エタン、 エチレン、 塩化ビニル、 水性ガス、 メチルエーテル | フッ化ガス7品目、 塩素、 亜硫酸ガス、 ホスゲン |
| 酸素ガス     | 酸素ガス                     | ○                  | ×                  | ×                  | × | ×                                                                                              | ×                                              |
| 液化石油ガス | 液化石油ガス                 | ×                  | ○                  | ×                  | × | ×                                                                                              | ×                                              |
| 上記 以外    | 特殊高圧ガス                 | ×                  | ×                  | ○                  | × | ×                                                                                              | ×                                              |
| 上記 以外    | 特殊高圧ガス以外のガス       | ×                  | ×                  | ○                  | ○ | ×                                                                                              | ×                                              |
| 上記 以外    | アセチレン、水素、メタンのみ | ×                  | ×                  | ○                  | ○ | ○                                                                                              | ×                                              |
| 上記 以外    | 塩素、フッ化ガス7品目のみ    | ×                  | ×                  | ○                  | ○ | ×                                                                                              | ○                                              |

## 試験
高圧ガス販売主任者免状の交付を受けるには、高圧ガス販売主任者試験に合格しなければならない（高圧ガス保安法第29条第3項）。
高圧ガス販売主任者試験は、高圧ガス保安法に基づき47都道府県知事が施行する国家試験である。いずれの知事とも、法に知事が試験事務を委託できると規定されている特別民間法人の高圧ガス保安協会（以下「協会」）へ委託しており、協会がそれぞれの都道府県において年1回、毎年11月第二日曜日に一斉実施している。
住所地による受験地制限はないが、免状の交付も合格した試験地の都道府県知事が行う（46都道府県では協会が交付事務を受託、長崎県のみ直轄交付）。

### 受験資格
年齢・学歴・実務経験などに関係なく、受験できる。

### 試験科目
第一種
1. 高圧ガス保安法に係る法令
2. 高圧ガス（液化石油ガスを除く。）の販売に必要な通常の保安管理の技術

第二種
1. 高圧ガス保安法に係る法令、液化石油ガスの保安の確保及び取引の適正化に関する法律（液化石油ガス法）に係る法令
2. 液化石油ガスの販売に必要な通常の保安管理の技術

### 受験手数料など
受験手数料及び免状交付手数料は「地方公共団体の手数料の標準に関する政令」（平成12年政令第16号）に定めがあり、受験料は第一種9,000円、第二種7,200円で、それぞれインターネットで受験申請する場合は500円を減額する。免状交付手数料は双方とも3,400円となっている。

## 講習
法に基づく高圧ガス販売講習は、協会または経済産業大臣が指定する講習機関が実施できるものとなっているが、大臣指定講習機関が存在していないため協会のみが行なっている。講習時間は第一種、第二種の2区分共通で法令7時間、保安管理技術14時間の講義を、計3日間の日程で行う。
この講習の受講者に対しては後日、検定試験が全国一斉に行われる。双方の区分とも保安管理技術のみで法令は実施しないが、他資格保有等により受講の免除を受けた時間を除く講習全日程の受講が確認できない場合は受検できない。
検定試験に合格（合格基準は6割以上の正答）すると販売講習修了者となり、当年及び翌年以降に行われる高圧ガス販売主任者試験において、修了した講習と同一区分の保安管理技術の科目免除を受けることができる。

### 受講資格
高圧ガス販売主任者試験において、一部科目の試験の免除を希望する者

### 講習科目
1. 法令
2. 保安管理技術

### 受講費用
協会が実施する講習は、高圧ガス保安協会手数料表に定めがあり、第一種、第二種とも受検料を含め17,200円（消費税込。令和3年10月1日改定）。インターネット受講申請の場合にはそれぞれ500円を減額する。講義に使用するテキスト類は別途購入する必要がある。

### 開催地
- 第一種 - 年1回開催。6月頃に全国9ヶ所（北海道、青森県、宮城県、東京都、愛知県、大阪府、広島県、香川県、福岡県）程度で開催予定。検定試験は概ね6月第四日曜日に実施予定。
- 第二種 - 年2回開催。2月頃に全国20ヶ所程度、6月頃に全ての都道府県で開催予定。検定試験は概ね3月第二金曜日（2月頃受講者）及び7月中旬の金曜日（6月頃受講者）に実施予定。

## 他資格との関連
- 高圧ガス製造保安責任者
  - 高圧ガス保安法に基づき甲種化学、乙種化学、甲種機械、乙種機械の各区分いずれかの製造保安責任者免状の交付を受けている者は、要件のうち残る6ヶ月以上の製造保安又は販売経験を満たせば高圧ガス保安法における販売主任者の選任を受けることができる（液化石油ガス法における液化石油ガス業務主任者の選任を受けることはできない）。丙種化学（液化石油ガス）区分の免状を受けている者も、販売するガスが液化石油ガスに限定される事を除き同様。
  - 甲種化学、乙種化学、甲種機械、乙種機械あるいは丙種化学（液化石油ガス）の各区分いずれかの製造保安責任者試験に合格した者は、販売主任者試験（第二種）において保安管理技術の全部及び法令の高圧ガス保安法部分の受験が免除される。
  - 丙種化学（特別試験科目）区分の製造保安責任者試験に合格した者は、販売主任者試験において法令の高圧ガス保安法部分の受験が、販売講習において法令の高圧ガス保安法部分の受講がそれぞれ免除される。
- 液化石油ガス設備士 - 液化石油ガス法に基づく液化石油ガス設備士免状の交付を受けている者は、販売主任者試験（第二種）において法令の液化石油ガス法部分の受験が免除される。また、第二種販売講習においても法令の液化石油ガス法部分の受講が免除される。
- 液化石油ガス業務主任者 - 高圧ガス販売主任者免状（第二種）の交付を受け、6か月以上の販売実務経験を経ると、液化石油ガスに係る販売主任者のほか、液化石油ガス法による業務主任者の選任も受けられる。
- 特定高圧ガス取扱主任者 - 高圧ガス販売主任者免状（第一種）の交付を受けている者は、高圧ガス保安法の下位省令である一般高圧ガス保安規則により、液化石油ガスを除く特定高圧ガスの取扱主任者となる有資格者とされる。
- ガス消費機器設置工事監督者 - 高圧ガス販売主任者免状（第二種）の交付を受けている者は、特定ガス消費機器の設置工事の監督に関する法律に基づくガス消費機器設置工事監督者認定講習を受講できる。
- 特定第一種圧力容器取扱作業主任者 - 高圧ガス販売主任者免状の交付を受けている者は、労働安全衛生法に基づく特定第一種圧力容器取扱作業主任者免許の交付を受けることができる。